# Sine Skałki
Sine Skałki (česky Modré kameny, německy Blaue Steine) je hora nacházející se v polské části Jizerských hor ve Vysokém jizerském hřebeni. Na svazích vrcholu se nachází kamenné suťoviště.

## Název
Šedomodré lišejníky nacházející se pouze tady údajně zapříčinily pojmenování hory. Tak je to alespoň tvrzeno v průvodci Jizerskými horami z roku 1902 od Franze Hüblera.
V sedmdesátých letech 20. století ještě stála pod vrcholem hory Nová lovecká chata. Úbočí vrcholu jsou již porostlá novou smrčinou, která postupně zarůstá torza imisemi poničených lesů. Hora Sine Skałki patří do skupiny Zielona Kopa, která již nabývá téměř krkonošského rázu. Vytváří zde rozložitou vrcholovou partii.

## Přístup
Na kopec je možný přístup pouze po červeně značené turistické stezce, která vede celým Vysokým jizerským hřebenem a spojuje města Świeradów Zdrój a Szklarska Poreba. Sine Skałki leží přímo na cestě, vrchol je tedy přístupný. Z vrcholu výhled na celý hřeben a na nejvyšší hory české části pohoří.